# Heterachthes delicatus
Heterachthes delicatus är en skalbaggsart som beskrevs av Martins 2009. Heterachthes delicatus ingår i släktet Heterachthes och familjen långhorningar. Inga underarter finns listade i Catalogue of Life.